# Filtrazione (idrologia)
La filtrazione di un fluido attraverso un mezzo poroso, come il terreno, è spesso un moto lento, che si protrae per giorni, mesi, anni, talvolta secoli.

## Esempi
Ad esempio, un'ipotetica goccia d'acqua che si trova ad una quota H1 su un rilievo montuoso, soggetta alla forza di gravità, può penetrare nel suolo con un moto verticale o obliquo, talvolta anche orizzontale, a seconda delle condizioni del percorso, a seconda della stratigrafia del terreno o di particolari forze che entrano in gioco.
Un esempio classico è quello di un suolo costituito da due strati, di pari spessore; uno molto permeabile (ad esempio sabbia), l'altro quasi impermeabile (argilla).
Il fluido tenderà a superare agevolmente lo strato di sabbia, ma impiegherà molto più tempo nel superare lo strato di argilla. La velocità di filtrazione risulterà molto lenta ed il superamento dello strato sabbioso sarà trascurabile rispetto a quello argilloso.

## Principi teorici
La legge di Darcy, ricavata studiando la soluzione fisico-matematica del caso semplificato di due serbatoi a quote piezometriche differenti collegati da un condotto, regola il moto di filtrazione.
Nel caso di moti di filtrazione non monodimensionali in mezzi non isotropi, la legge di Darcy può perdere la sua efficacia ed occorre tenere in conto delle differenze di comportamento a seconda della direzione del moto.
Occorre applicare in questo caso l'equazione di Laplace.

## Filtrazione attraverso il terreno
Le problematiche principali legate ai moti di filtrazione sono:
- instabilità dei versanti e delle scarpate di scavo;
- afflusso di acqua negli scavi;
- sifonamento;
- incremento di spinta sulle opere di sostegno.